# FK DAC 1904 Dunajská Streda
L'FK DAC 1904 Dunajská Streda, meglio noto come DAC Dunajská Streda, è una società calcistica slovacca con sede nella città di Dunajská Streda.

## Storia
Fondata nel 1904, militando nel campionato A del distretto di Bratislav vincendolo nel 1953. Nel 1968 avanzò fino alla terza serie per ridiscendere di nuovo alle fasi regionali fino al 1977, quando ritornò in terza serie riuscendo a vincerla nel 1979-80 avanzando in SNL1, secondo livello del campionato slovacco. Il DAC finalmente viene promosso nella Cecoslovacca Prima Divisione nella stagione 1984–85.Dopo i primi campionati con salvezze tranquille, nel 1987-88 arrivarono ottimi piazzamenti cogliendo il 3º e 4º posto nel 1990–91 e 1992–93. Dopo la separazione con la Czechia il DAC giocò nella Superliga Slovacca dove terminarono al 3º posto nella Superliga 1993-94. Ma nella stagione 1997–98 retrocessero in seconda lega tornando immediatamente al livello più alto. Seguì un'altra retrocessione nel 1999–00 e addirittura tornarono nel terzo livello nel 2006–07. Successivamente ottennero una promozione e un'altra retrocessione nel secondo livello, dove rimasero fino al 2010. Da allora ottennero due promozioni consecutive che li riportarono in Superliga. Dal 2013, DAC è stato affiliato con il ŠK Senec.
Nella stagione 2016-17 si classificò al settimo posto migliorandosi nella stagione successiva giungendo al terzo posto e qualificandosi per i preliminari di Europa League. Qui eliminano la Dinamo Tblisi con una vittoria in terra georgiana dopo un pareggio casalingo, ma, al turno seguente, un’altra Dinamo, questa volta la Dinamo Minsk, domina i due match con due vittorie (3-1 e 4-1), mettendo fine al cammino europeo del club slovacco. Nella Superliga 2018-2019 il club si classifica al secondo posto (miglior piazzamento della propria storia) con 17 punti di distacco dalla capolista Slovan Bratislava.

## Giocatori
Tra la metà degli anni ottanta e i primi anni novanta il Nazionale slovacco Július Šimon giocò nella squadra per diversi anni ritornando all'inizio degli anni duemila.

## Palmarès

### Competizioni nazionali
- Coppa di Cecoslovacchia: 1

1986-1987
- 2. Liga (Slovacchia): 2

1997-1998, 2012-2013

### Competizioni internazionali
- Coppa Piano Karl Rappan: 1

1991

### Altri piazzamenti
- Campionato cecoslovacco:

Terzo posto: 1987-1988
- Campionato slovacco:

Secondo posto:  2020-2021, 2022-2023, 2023-2024
Terzo posto: 1993-1994, 2017-2018, 2018-2019, 2019-2020
- Coppa di Slovacchia:

Finalista: 1994-1995
Semifinalista: 1993-1994, 2009-2010, 2014-2015, 2019-2020
- Coppa Mitropa:

Semifinalista: 1992

## Statistiche

### Statistiche nelle competizioni UEFA
Tabella aggiornata alla fine della stagione 2024-2025.
| Competizione                  | Partecipazioni | G  | V | N | P  | RF | RS |
| ----------------------------- | -------------- | -- | - | - | -- | -- | -- |
| Coppa delle Coppe             | 1              | 4  | 3 | 0 | 1  | 9  | 5  |
| Coppa UEFA/UEFA Europa League | 5              | 17 | 4 | 3 | 10 | 23 | 37 |
| UEFA Conference League        | 4              | 10 | 5 | 0 | 6  | 12 | 15 |

## Organico

### Rosa 2023-2024
Aggiornata al 1 dicembre 2023.
| N. |                           | Ruolo | Calciatore         |
| -- | ------------------------- | ----- | ------------------ |
| 1  | Ungheria (bandiera)       | P     | Erik Gyurákovics   |
| 6  | Venezuela (bandiera)      | C     | Andrés Romero      |
| 7  | Rep. Ceca (bandiera)      | A     | Aleš Čermák        |
| 8  | Slovacchia (bandiera)     | C     | Milan Dimun        |
| 9  | Grecia (bandiera)         | A     | Giannīs Niarchos   |
| 10 | Siria (bandiera)          | C     | Ammar Ramadan      |
| 11 | Croazia (bandiera)        | A     | Bartol Barišić     |
| 14 | Slovacchia (bandiera)     | C     | Mate Szolgai       |
| 15 | Ucraina (bandiera)        | C     | Ihor Charatin      |
| 16 | Brasile (bandiera)        | D     | Mateus Brunetti    |
| 17 | Rep. del Congo (bandiera) | C     | Yhoan Andzouana    |
| 18 | Spagna (bandiera)         | D     | Álex Mendez        |
| 19 | Costa d'Avorio (bandiera) | A     | Fernand Gouré      |
| 20 | Slovacchia (bandiera)     | C     | Dominik Veselovský |
| 21 | Ungheria (bandiera)       | D     | Márk Csinger       |
| 22 | Ungheria (bandiera)       | P     | Dániel Veszelinov  |

| N. |                       | Ruolo | Calciatore         |
| -- | --------------------- | ----- | ------------------ |
| 23 | Ungheria (bandiera)   | A     | Damir Redzic       |
| 24 | Slovacchia (bandiera) | C     | Christián Herc     |
| 25 | Rep. Ceca (bandiera)  | D     | Filip Kaša         |
| 27 | Ungheria (bandiera)   | C     | Milán Vitális      |
| 41 | Serbia (bandiera)     | P     | Aleksandar Popović |
| 42 | Slovacchia (bandiera) | A     | Zoran Záhradník    |
| 43 | Slovacchia (bandiera) | D     | Norbert Urblík     |
| 44 | Grecia (bandiera)     | D     | Spyros Risvanīs    |
| 46 | Slovacchia (bandiera) | A     | Matej Trusa        |
| 66 | Slovacchia (bandiera) | C     | Miroslav Káčer     |
| 77 | Polonia (bandiera)    | D     | Konrad Gruszkowski |
| 78 | Portogallo (bandiera) | D     | Alex Pinto         |
| 80 | Serbia (bandiera)     | A     | Željko Gavrić      |
| 99 | Slovacchia (bandiera) | P     | Samuel Petráš      |
|    | Senegal (bandiera)    | C     | Mame Wade          |

### Rosa 2022-2023
Aggiornata al 21 gennaio 2023.
| N. |                           | Ruolo | Calciatore         |
| -- | ------------------------- | ----- | ------------------ |
| 7  | Ungheria (bandiera)       | A     | Norbert Balogh     |
| 8  | Slovacchia (bandiera)     | C     | Milan Dimun        |
| 9  | Grecia (bandiera)         | A     | Giannīs Niarchos   |
| 16 | Brasile (bandiera)        | D     | Mateus Brunetti    |
| 17 | Rep. del Congo (bandiera) | C     | Yhoan Andzouana    |
| 18 | Spagna (bandiera)         | D     | Álex Mendez        |
| 20 | Slovacchia (bandiera)     | C     | Dominik Veselovský |
| 22 | Ungheria (bandiera)       | P     | Dániel Veszelinov  |
| 27 | Siria (bandiera)          | C     | Ammar Ramadan      |

| N. |                       | Ruolo | Calciatore      |
| -- | --------------------- | ----- | --------------- |
| 33 | Slovacchia (bandiera) | D     | Damián Kachút   |
| 36 | Slovacchia (bandiera) | P     | Michal Trnovský |
| 44 | Grecia (bandiera)     | D     | Spyros Risvanīs |
| 66 | Slovacchia (bandiera) | C     | Miroslav Káčer  |
| 71 | Slovacchia (bandiera) | A     | Lukáš Leginus   |
| 78 | Portogallo (bandiera) | D     | Alex Pinto      |
| 80 | Serbia (bandiera)     | A     | Željko Gavrić   |
| 99 | Slovacchia (bandiera) | P     | Samuel Petráš   |
|    | Rep. Ceca (bandiera)  | D     | Filip Kaša      |

### Rosa 2021-2022
Aggiornata al 12 febbraio 2021.
| N. |                           | Ruolo | Calciatore              |
| -- | ------------------------- | ----- | ----------------------- |
| 1  | Slovacchia (bandiera)     | P     | Benjamín Száraz         |
| 2  | Germania (bandiera)       | D     | Niklas Sommer           |
| 3  | Ucraina (bandiera)        | D     | Danylo Beskorovajnyj    |
| 6  | Croazia (bandiera)        | C     | Andrija Balić           |
| 7  | Ghana (bandiera)          | A     | Zuberu Sharani          |
| 8  | Ungheria (bandiera)       | C     | Máté Vida               |
| 9  | Venezuela (bandiera)      | A     | Eric Ramírez            |
| 11 | Galles (bandiera)         | C     | Isaac Christie-Davies   |
| 13 | Ungheria (bandiera)       | C     | Zsolt Kalmár (capitano) |
| 15 | Stati Uniti (bandiera)    | C     | Creighton Braun         |
| 16 | Brasile (bandiera)        | D     | Mateus Brunetti         |
| 17 | Rep. del Congo (bandiera) | C     | Yhoan Andzouana         |
| 19 | Gambia (bandiera)         | C     | Sainey Njie             |

| N. |                       | Ruolo | Calciatore        |
| -- | --------------------- | ----- | ----------------- |
| 21 | Germania (bandiera)   | A     | Brahim Moumou     |
| 22 | Ungheria (bandiera)   | P     | Dániel Veszelinov |
| 23 | Germania (bandiera)   | C     | Sidney Friede     |
| 24 | Slovacchia (bandiera) | D     | Dominik Kružliak  |
| 28 | Slovacchia (bandiera) | C     | Ferenc Bögi       |
| 29 | Croazia (bandiera)    | A     | Marko Divković    |
| 31 | Panama (bandiera)     | D     | Eric Davis        |
| 36 | Rep. Ceca (bandiera)  | P     | Martin Jedlička   |
| 77 | Slovacchia (bandiera) | C     | Sebastian Nebyla  |
| 82 | Panama (bandiera)     | D     | César Blackman    |
| 98 | Moldavia (bandiera)   | A     | Ion Nicolăescu    |
|    | Serbia (bandiera)     | C     | Željko Gavrić     |
|    | Argentina (bandiera)  | D     | Luciano Vera      |

### Rosa 2019-2020
Aggiornata al 26 febbraio 2020.
| N. |                       | Ruolo | Calciatore              |
| -- | --------------------- | ----- | ----------------------- |
| 1  | Slovacchia (bandiera) | P     | Benjamín Száraz         |
| 2  | Slovacchia (bandiera) | D     | Milan Šimčák            |
| 3  | Ucraina (bandiera)    | D     | Danylo Beskorovajnyj    |
| 4  | Croazia (bandiera)    | D     | Lorenco Šimić           |
| 5  | Serbia (bandiera)     | D     | Dušan Lalatović         |
| 6  | Croazia (bandiera)    | C     | Andrija Balić           |
| 8  | Ungheria (bandiera)   | C     | Máté Vida               |
| 9  | Venezuela (bandiera)  | A     | Eric Ramírez            |
| 11 | Ghana (bandiera)      | A     | Ernest Boateng          |
| 13 | Ungheria (bandiera)   | C     | Zsolt Kalmár (capitano) |
| 15 | Panama (bandiera)     | C     | Ricardo Hinds           |
| 18 | Ungheria (bandiera)   | A     | Krisztián Németh        |
| 20 | Slovacchia (bandiera) | C     | Dominik Veselovský      |

| N. |                       | Ruolo | Calciatore       |
| -- | --------------------- | ----- | ---------------- |
| 21 | Slovacchia (bandiera) | C     | Andrej Fábry     |
| 22 | Slovacchia (bandiera) | P     | Adrián Slančík   |
| 23 | Slovacchia (bandiera) | C     | Ladislav Nagy    |
| 24 | Slovacchia (bandiera) | D     | Dominik Kružliak |
| 26 | Ungheria (bandiera)   | C     | András Schäfer   |
| 29 | Croazia (bandiera)    | A     | Marko Divković   |
| 31 | Panama (bandiera)     | D     | Eric Davis       |
| 33 | Slovacchia (bandiera) | D     | Matúš Malý       |
| 36 | Rep. Ceca (bandiera)  | P     | Martin Jedlička  |
| 40 | Slovacchia (bandiera) | C     | Alex Javro       |
| 45 | Slovacchia (bandiera) | A     | Lukáš Čmelík     |
| 66 | Slovacchia (bandiera) | C     | Martin Bednár    |
| 82 | Panama (bandiera)     | D     | César Blackman   |

### Rosa 2018-2019
Aggiornata al 4 gennaio 2019.
| N. |                           | Ruolo | Calciatore          |
| -- | ------------------------- | ----- | ------------------- |
| 1  | Slovacchia (bandiera)     | P     | Benjamín Száraz     |
| 2  | Slovacchia (bandiera)     | D     | Milan Šimčák        |
| 5  | Slovacchia (bandiera)     | D     | Tomáš Huk           |
| 7  | Slovacchia (bandiera)     | C     | Denis Baumgartner   |
| 9  | Slovacchia (bandiera)     | A     | Roland Černák       |
| 10 | Ungheria (bandiera)       | C     | Kristopher Vida     |
| 11 | Slovacchia (bandiera)     | A     | Ladislav Almási     |
| 13 | Ungheria (bandiera)       | C     | Zsolt Kalmár        |
| 15 | Costa d'Avorio (bandiera) | A     | Vakoun Issouf Bayo  |
| 16 | Rep. Ceca (bandiera)      | P     | Patrik Macej        |
| 17 | Ucraina (bandiera)        | A     | Stanislav Bilen'kyj |
| 18 | Slovacchia (bandiera)     | A     | Martin Rymarenko    |
| 20 | Ungheria (bandiera)       | C     | Máté Vida           |
| 22 | Slovacchia (bandiera)     | P     | Adrián Slančík      |
| 23 | Slovacchia (bandiera)     | C     | Ladislav Nagy       |

| N. |                                 | Ruolo | Calciatore        |
| -- | ------------------------------- | ----- | ----------------- |
| 24 | Slovacchia (bandiera)           | C     | Christián Herc    |
| 26 | Slovacchia (bandiera)           | D     | Kristián Koštrna  |
| 29 | Croazia (bandiera)              | A     | Marko Divković    |
| 31 | Panama (bandiera)               | D     | Eric Davis        |
| 32 | Slovacchia (bandiera)           | D     | Dominik Špiriak   |
| 36 | Rep. Ceca (bandiera)            | P     | Martin Jedlička   |
| 37 | Slovacchia (bandiera)           | D     | Ľubomír Šatka     |
| 66 | Slovacchia (bandiera)           | C     | Martin Bednár     |
| 75 | Ucraina (bandiera)              | C     | Maksym Tret'jakov |
| 82 | Panama (bandiera)               | D     | César Blackman    |
| 94 | Albania (bandiera)              | C     | Esmerald Aluku    |
| 98 | Bosnia ed Erzegovina (bandiera) | D     | Branko Bajić      |
|    | Slovacchia (bandiera)           | P     | Matej Slávik      |
|    | Slovacchia (bandiera)           | C     | Kristóf Domonkos  |

### Rosa 2016-2017
Aggiornata al 31 gennaio 2017.
| N. |                       | Ruolo | Calciatore                |
| -- | --------------------- | ----- | ------------------------- |
| 1  | Slovacchia (bandiera) | P     | Benjamin Száraz           |
| 3  | Slovacchia (bandiera) | D     | János Szépe               |
| 4  | Croazia (bandiera)    | C     | Marin Ljubičić (capitano) |
| 5  | Slovacchia (bandiera) | D     | Tomáš Huk                 |
| 6  | Slovacchia (bandiera) | D     | Ľubomír Michalík          |
| 7  | Ungheria (bandiera)   | A     | Bence Mervó               |
| 8  | Slovacchia (bandiera) | A     | Erik Pačinda              |
| 9  | Slovacchia (bandiera) | C     | Branislav Ľupták          |
| 10 | Senegal (bandiera)    | A     | Pape Macou Sarr           |
| 11 | Slovacchia (bandiera) | A     | Ladislav Almási           |
| 14 | Camerun (bandiera)    | D     | Noé Kwin                  |
| 15 | Slovacchia (bandiera) | A     | András Mészáros           |
| 16 | Slovacchia (bandiera) | D     | Dezső Egri                |
| 17 | Slovacchia (bandiera) | C     | Péter Nagy                |
| 18 | Ungheria (bandiera)   | C     | Krisztófer Vida           |
| 19 | Slovacchia (bandiera) | C     | Dominik Sandal            |

| N. |                               | Ruolo | Calciatore        |
| -- | ----------------------------- | ----- | ----------------- |
| 20 | Francia (bandiera)            | C     | Yves Pambou       |
| 21 | Slovacchia (bandiera)         | C     | Jakub Brašeň      |
| 22 | Slovacchia (bandiera)         | P     | Matej Slávik      |
| 23 | Slovacchia (bandiera)         | A     | Roland Černák     |
| 24 | Slovacchia (bandiera)         | C     | Peter Štepanovský |
| 25 | Slovacchia (bandiera)         | D     | Slavomír Pagáč    |
| 27 | Slovacchia (bandiera)         | A     | Pavol Šafranko    |
| 28 | Serbia (bandiera)             | D     | Marko Živković    |
| 30 | Macedonia del Nord (bandiera) | P     | Darko Tofiloski   |
| 31 | Panama (bandiera)             | D     | Eric Davis        |
| 37 | Slovacchia (bandiera)         | D     | Ľubomír Šatka     |
| 66 | Ungheria (bandiera)           | D     | Gergő Kocsis      |
| 80 | Slovacchia (bandiera)         | C     | Zoltán Kontár     |
| 88 | Slovacchia (bandiera)         | D     | Zsolt Németh      |
| 94 | Albania (bandiera)            | C     | Esmerald Aluku    |
| 95 | Slovacchia (bandiera)         | D     | Jakub Kosorin     |